# 叢傘絲牛肝菌
叢傘絲牛肝菌，分布於台灣，日本，中國，印度與非洲，特色是菌柄處會發出綠色螢光。該菌種屬口蘑科，也是上述地區常見木棲腐生野菇。另外，叢傘絲牛肝菌生長於該地區的春天至秋天低海拔林區，數天生，肉質軟，不可食用。